# آنا پاولوا (فیلم)
«آنا پاولوا» (انگلیسی: Anna Pavlova) فیلمی در ژانر زندگی‌نامه‌ای و موزیکال است که در سال ۱۹۸۳ منتشر شد. از بازیگران آن می‌توان به جیمز فاکس، مارتین اسکورسیزی و سوتلانا سوتلیچنایا اشاره کرد.